# New Year's Day (canción de Taylor Swift)
«New Year's Day» es una canción de la cantante y compositora estadounidense Taylor Swift, grabada para su sexto álbum de estudio, Reputation (2017). La canción fue enviada a la radio country estadounidense como sencillo del álbum el 27 de noviembre de 2017. Swift coescribió y coprodujo la canción junto a Jack Antonoff.

## Antecedentes y lanzamiento
«New Year's Day» es una canción pop. Fue escrita y producida por Taylor Swift y Jack Antonoff. Antonoff describió que la canción «pasó muy rápido en mi apartamento. Nos enviamos un mensaje de texto a la mañana siguiente, para asegurarnos de que no era un sueño». La inspiración vino de una fiesta de Nochevieja en la residencia de Swift en Londres. Sobre la letra, Swift dijo: «Estaba pensando en cómo todos hablan y piensan sobre a quién besas a la medianoche [...] Pero creo que hay algo aún más romántico en quién tratará contigo el día de Año Nuevo». El tema fue una de las últimas canciones reveladas antes del lanzamiento de Reputation, que debutó en una pausa comercial para el episodio del 9 de noviembre de Scandal de ABC. La canción se envió a la radio country estadounidense como el cuarto sencillo del álbum el 27 de noviembre de 2017.

## Rendimiento comercial
La canción debutó en el número 40 y luego alcanzó el puesto 33 en la lista Hot Country Songs. También alcanzó el puesto 41 en la lista Billboard Country Airplay y el número 44 en la lista Billboard Digital Song Sales. Fue la primera aparición de Swift en las listas Hot 100 y Country Airplay desde su sencillo de 2014 «Shake It Off». También ha alcanzado el puesto 50 en la lista de países country de Canadá.

## Presentaciones en vivo
Una presentación de «New Year's Day» grabada en vivo en octubre de 2017 durante una de las Reputation Secret Sessions en Holiday House, la casa de Swift en Rhode Island, se transmitió por primera vez durante un segmento comercial de la exitosa serie de televisión de ABC Scandal el 9 de noviembre de 2017. También interpretó la canción durante un episodio de The Tonight Show Starring Jimmy Fallon el 13 de noviembre de 2017. La canción también es una parte regular de su lista de canciones para el Reputation Stadium Tour. El 23 de abril de 2019, realizó una interpretación en piano de la canción en el Lincoln Center durante la Gala Time 100.
El 9 de agosto de 2023, en la ciudad de Inglewood, realizó una interpretación de la canción en piano como parte del segmento acústico de su gira The Eras Tour.

## Posicionamiento en listas
| Listas (2017-2018)                  | Mejor posición |
| ----------------------------------- | -------------- |
| Bélgica (Ultratop ) Flanders        | 33             |
| Canadá (Country)                    | 50             |
| Estados Unidos (Hot Country Songs)  | 33             |
| Estados Unidos (Country Airplay)    | 41             |
| Estados Unidos (Digital Song Sales) | 44             |

## Historial de lanzamiento
| País           | Fecha                   | Formato                     | Discográfica | Ref   |
| -------------- | ----------------------- | --------------------------- | ------------ | ----- |
| Varios         | 10 de noviembre de 2017 | Descarga digital, streaming | Big Machine  |       |
| Estados Unidos | 27 de noviembre de 2017 | Country radio               | Big Machine  | [ 2 ] |